# Musée de la Céramique de Desvres
Het Musée de la Céramique de Desvres is een museum in de Franse stad Desvres, waar al sinds het einde van de 17e eeuw keramiek werd vervaardigd. De eerste aardewerkfabriek werd rond 1765 opgericht op initiatief van notaris Jean-François Sta. De meeste arbeiders en schilders waren van Nederlandse afkomst, en de producten leken ook sterk op het Nederlandse majolica.

## Geschiedenis
Het keramiekmuseum werd gesticht in 1963. Aanvankelijk was het alleen een gemeentelijke collectie op de tweede verdieping van het stadhuis, die voornamelijk bestond uit schenkingen van producenten van aardewerk. Het doel was het behoud en de verbetering van de productie die al lange tijd in de stad plaatsvond. In 1991 werd de collectie overgebracht naar het Maison de la Faïence in een nieuw gebouw met een bijzonder ontwerp door Bertrand Klein. Het beheer is in handen van de gelijknamige vereniging. Tot 2010 werden er tijdelijke tentoonstellingen gepresenteerd die een beeld gaven van de historische en hedendaagse ontwerpen van de lokale kunstenaars.
In 2010 werd het gebouw vergroot en het gehele interieur herzien.
In oktober 2012 werd het museum heropend onder de nieuwe naam Musée de la Céramique.
De nadruk ligt op de verscheidenheid van producten uit Desvres, zowel qua vorm als qua materiaal gedurende de meer dan drie eeuwen geschiedenis. Ook zijn er verhalen van oud-werknemers. De permanente expositie in 10 vertrekken met 700 objecten aangevuld met de getoonde media geeft een volledig beeld van het aardewerk, steengoed en porselein zoals dat in de afgelopen eeuwen is geproduceerd.

## Collectie's
- Faiencetegels vanaf de eerste productie tot grote tegels met Moorse motieven die zowel binnen als buiten gebruikt kunnen worden. Veel motieven waren ontleend aan de lokale gebruiken. De productieperiode loopt vanaf de 18e tot de 20e eeuw.
- Artistieke aardewerk vanaf 1870 in een grote afwisseling van vormen en stijlen, o.a. (tulpen)vazen, bloempotten, dekselpotten, miniatuurmeubilair, muziekinstrumenten, dieren en natuurlijk tegels. Veel stukken zijn unica of in geringe aantallen op bestelling vervaardigd.
- Architecturale keramiek in de vorm van tegeltableaux voornamelijk voor het versieren van fabrieken en woningen van de gegoede stand, vaak ook uitgevoerd als cloisonné om de voorstelling te benadrukken. De techniek is wit aardewerk of semi-porselein waarop een kunstzinnige voorstelling werd aangebracht en afgedekt met een doorschijnende glazuurlaag. Het ontwerp werd zo gemaakt dat de voegen het geheel ondersteunen en versterken. Gedurende de belle époque waren tableaux in art deco en jugendstil erg populair. De voorstellingen van de posters van Alphonse Mucha worden nog steeds geproduceerd (fabriek Charles Fourmaintraux, Belle Croix). Helaas zijn door de voortdurende vernieuwingsdrang van industrie en overheid de meeste tableaux uit die tijd verloren gegaan. Op particuliere huizen zijn ze nog veelvuldig te zien.
- Steengoedkeramiek van de fabriek van Fourmaintraux-Delassus. Dit vorstbestendige aardewerk werd vooral veel toegepast in gevelwerk en voor gebruiksobjecten. Vooral de collectie van de Nederlandse kunstenaar Jan Louwerse is bekend.
- Porselein, enkele decoratieve stukken uit een vrij korte productieperiode van 1909 tot 1929 tonen Aziatische en Europese invloeden, o.a. vazen, borden, Berger-lampen en miniaturen.
- Decoratieve sculpturen uit het einde van de 19e tot het begin van de 20e eeuw, van miniatuur snuisterijen tot levensgroot van folkloristische, mythologische of historische figuren.
- Regionaal keramiek met scènes uit het dagelijks leven, calvaries, doedelzak- en biniou-spelers herinneren aan Bretagne, Normandië, Auverge en de Elzas volgen. De ontwerpen worden meestal gemaakt door kunstenaars als Achille Blot en Vicente Gil Franco (Catalaanse kunstschilder, 1898 -1959).

## Afbeeldingen

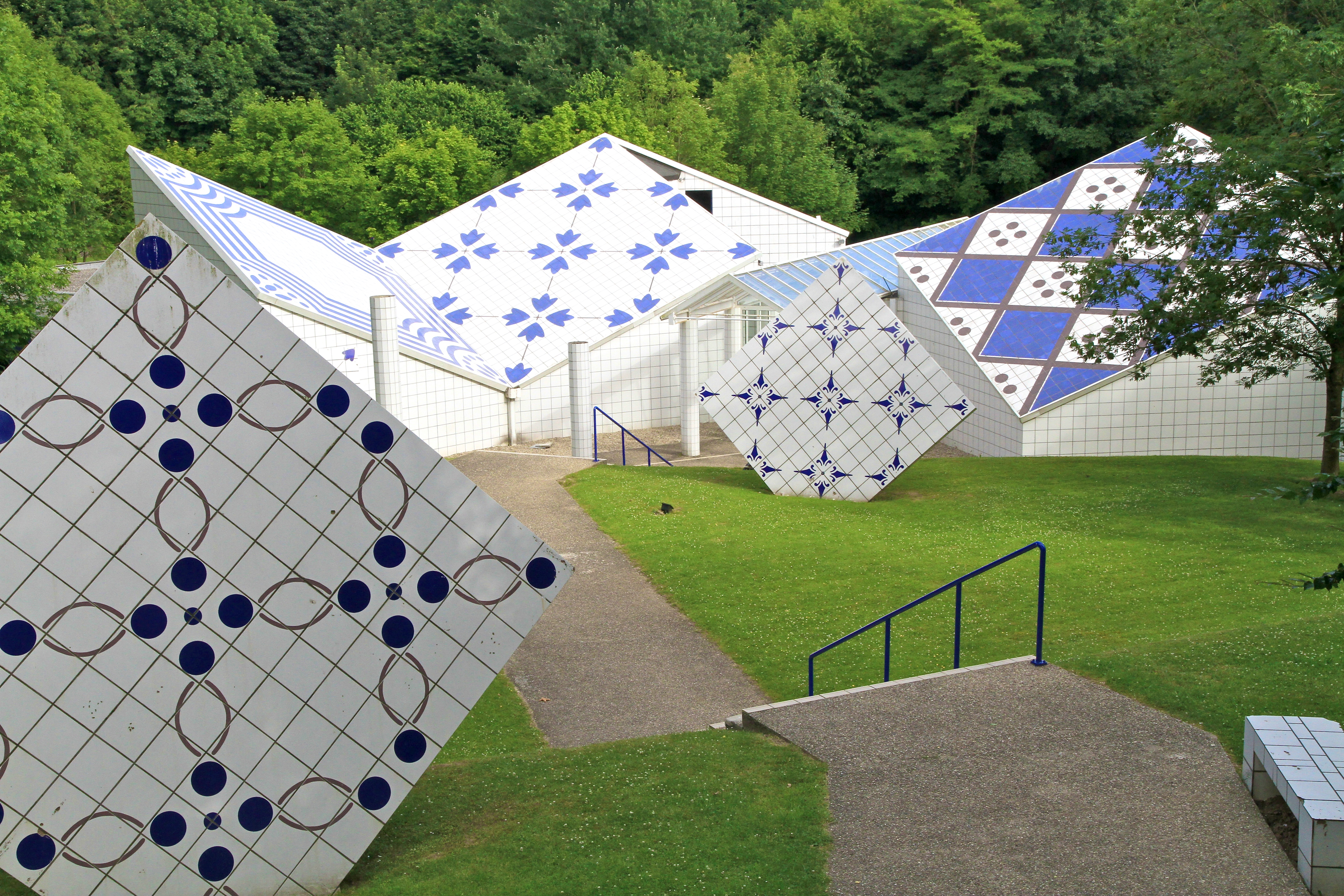
gebouw
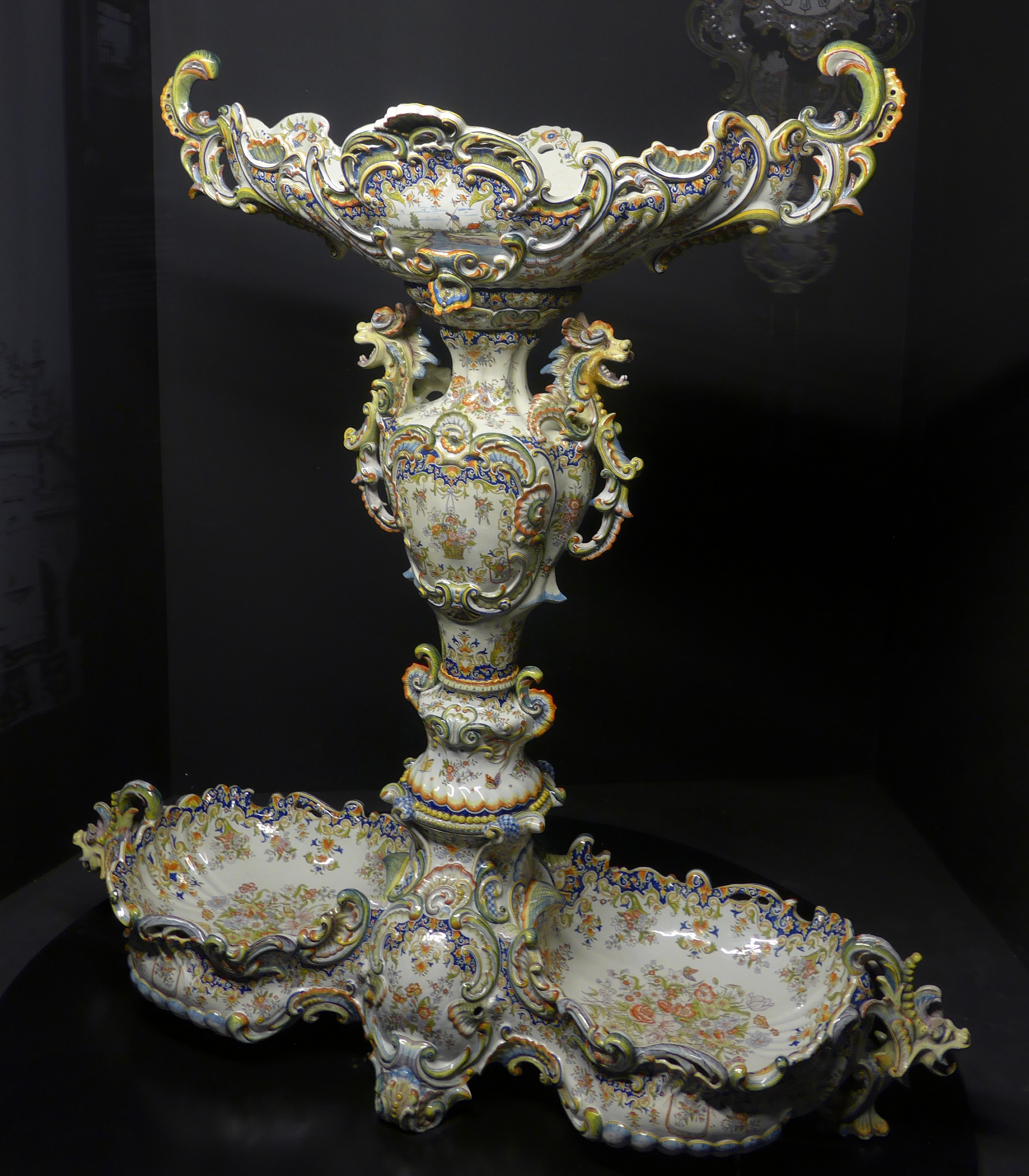
Salière, Jules Fourmaintraux, eind 19e eeuw
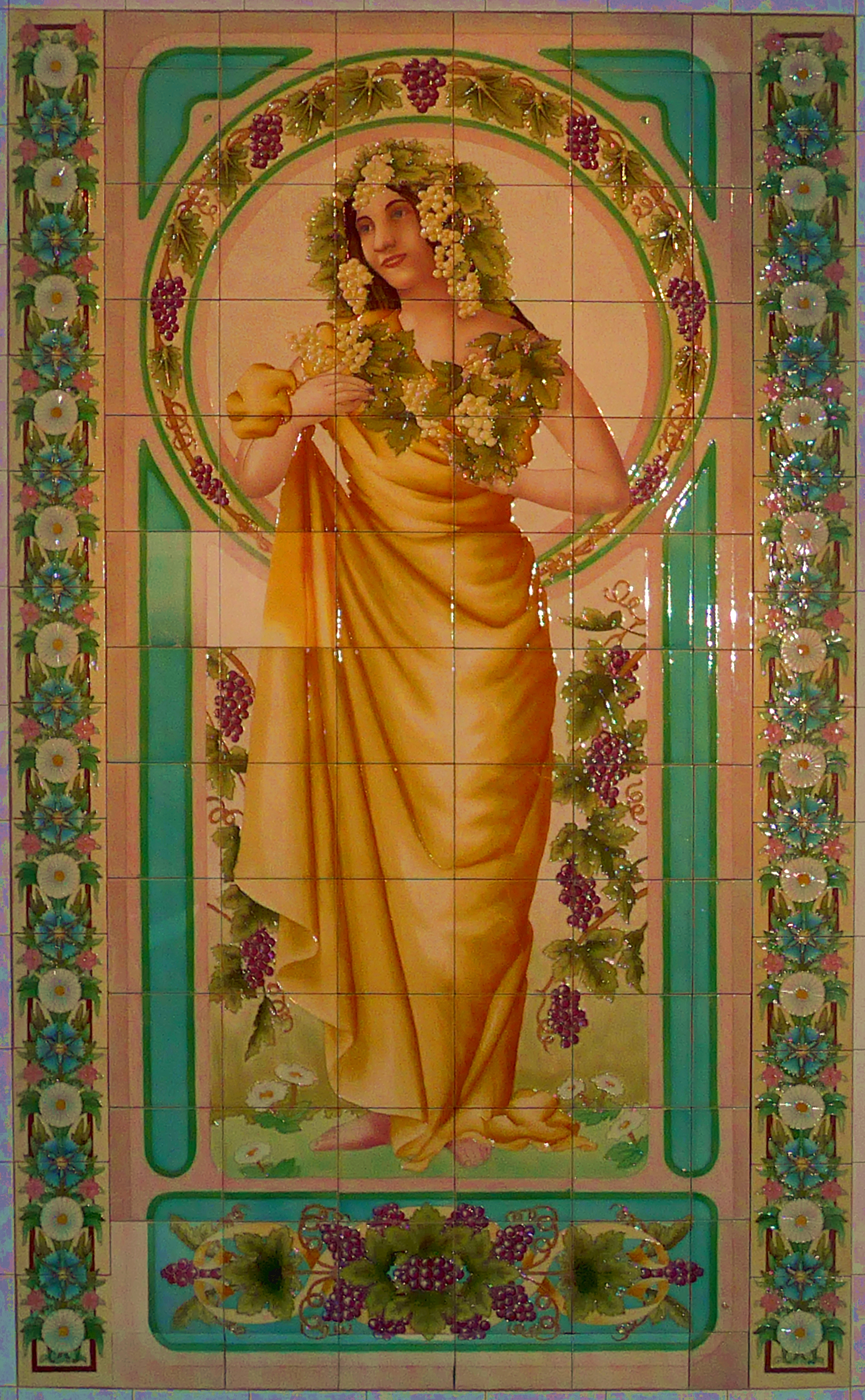
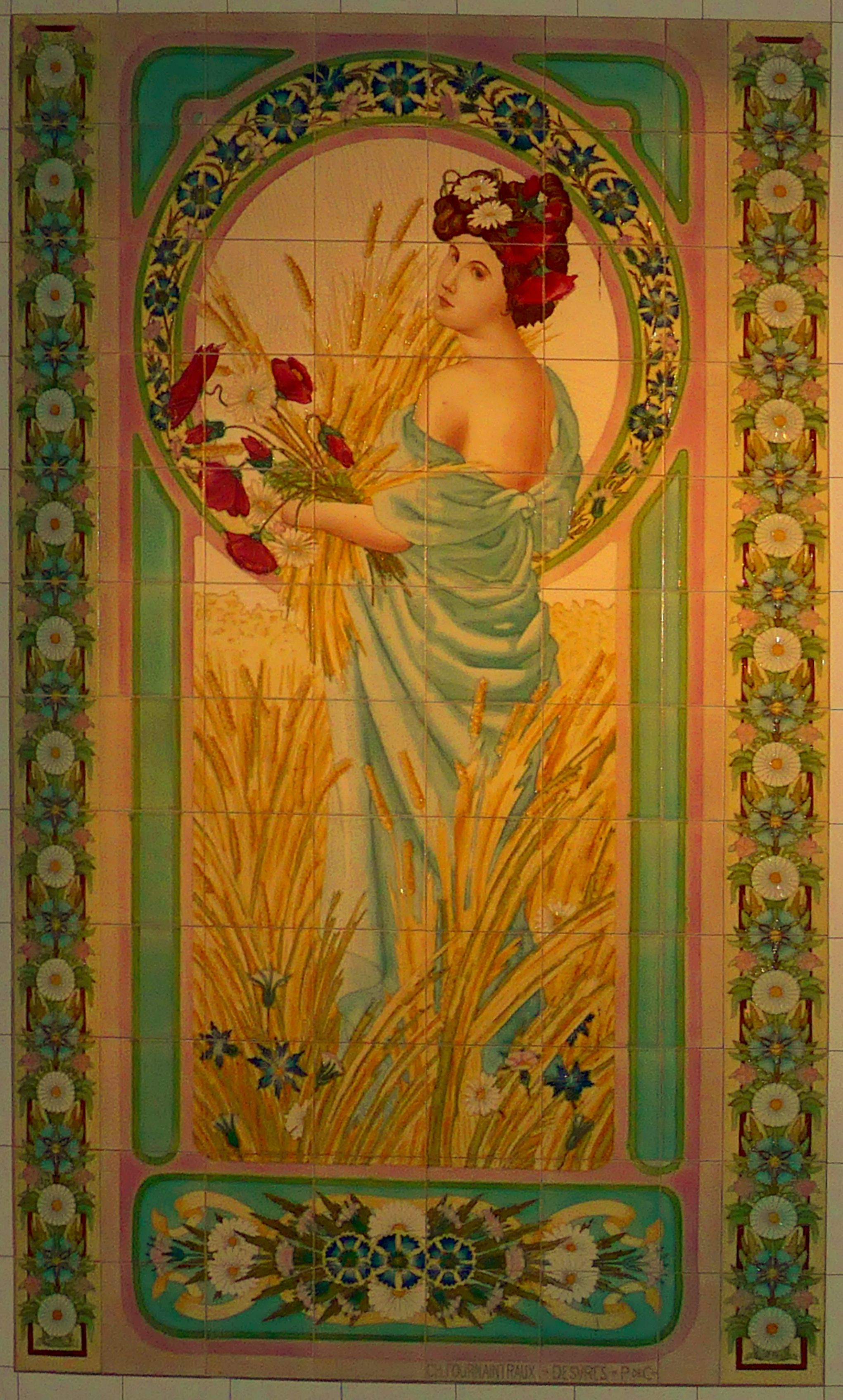
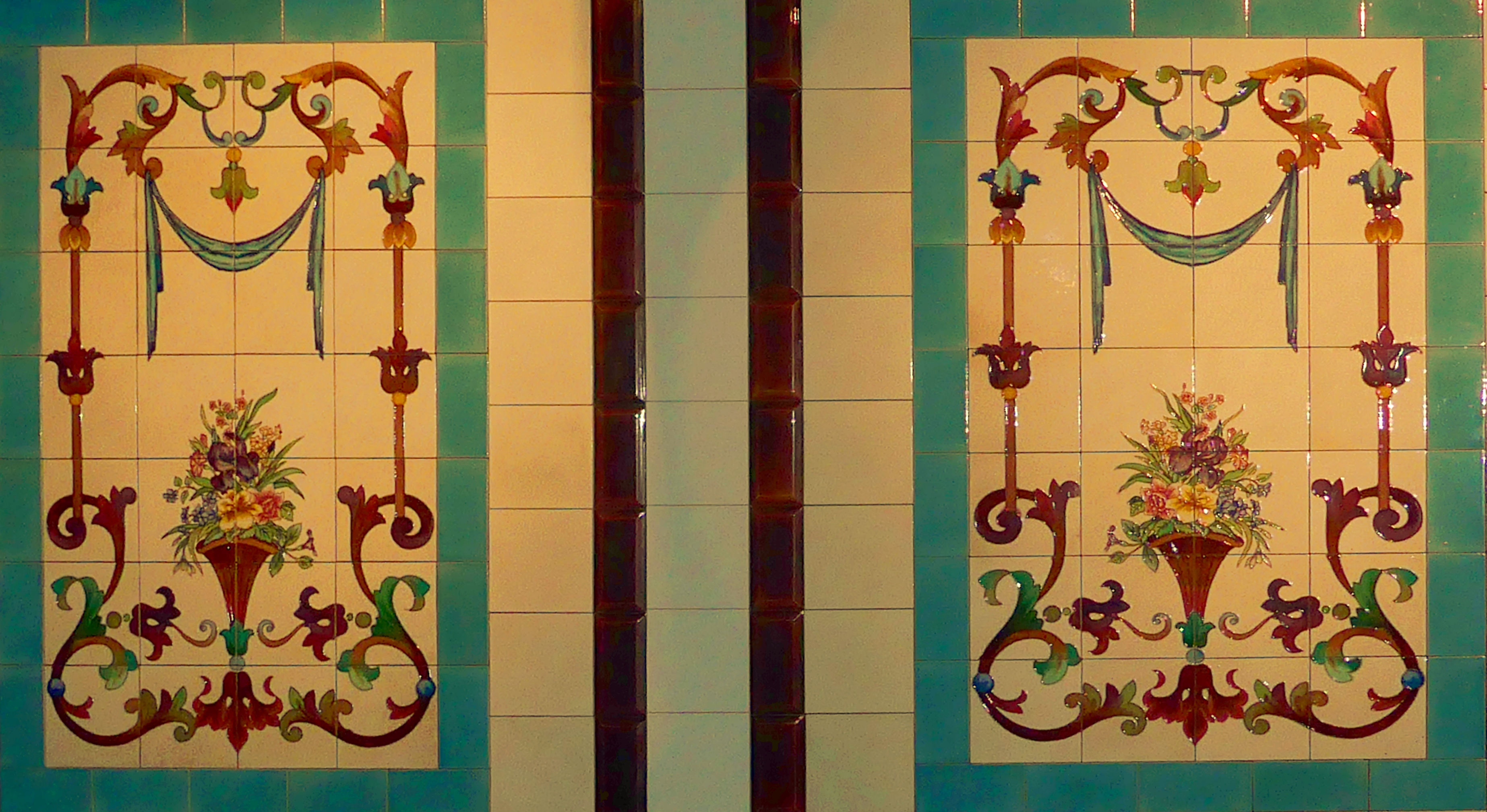
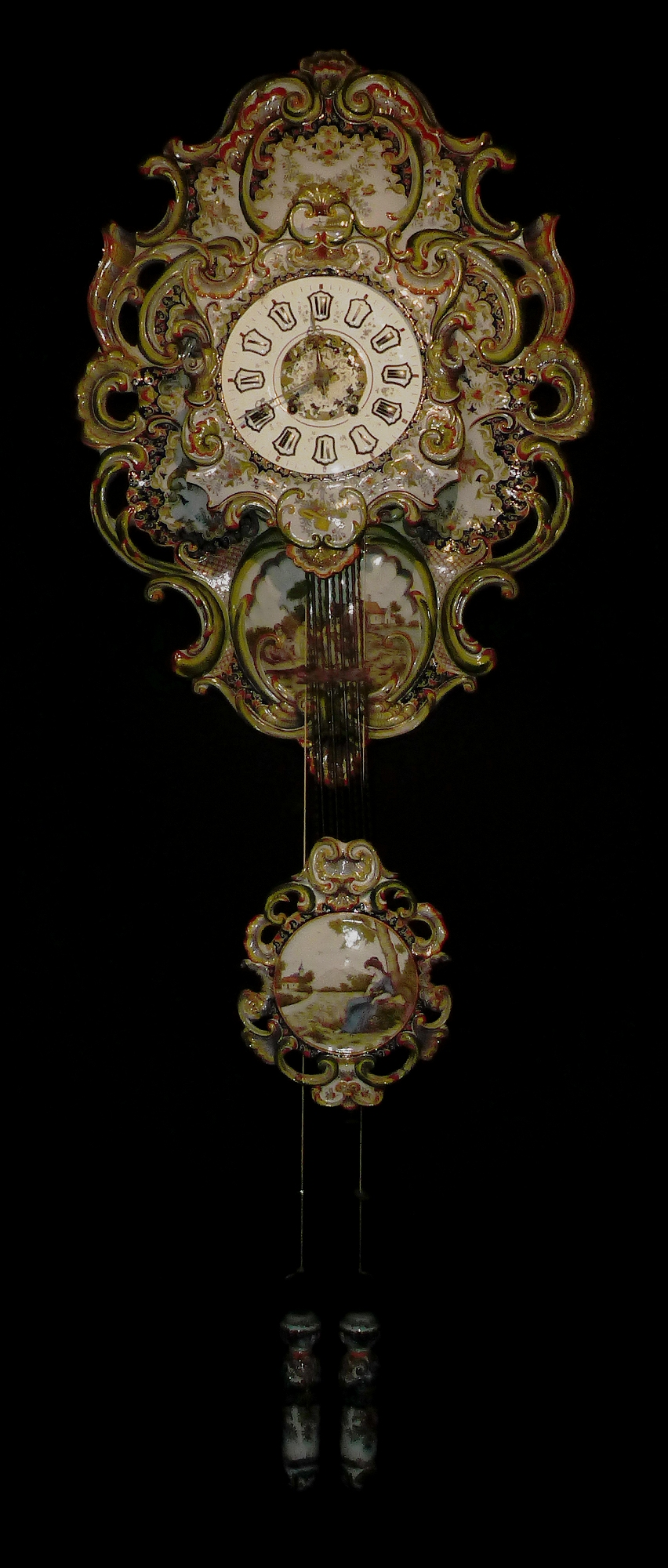
Klok
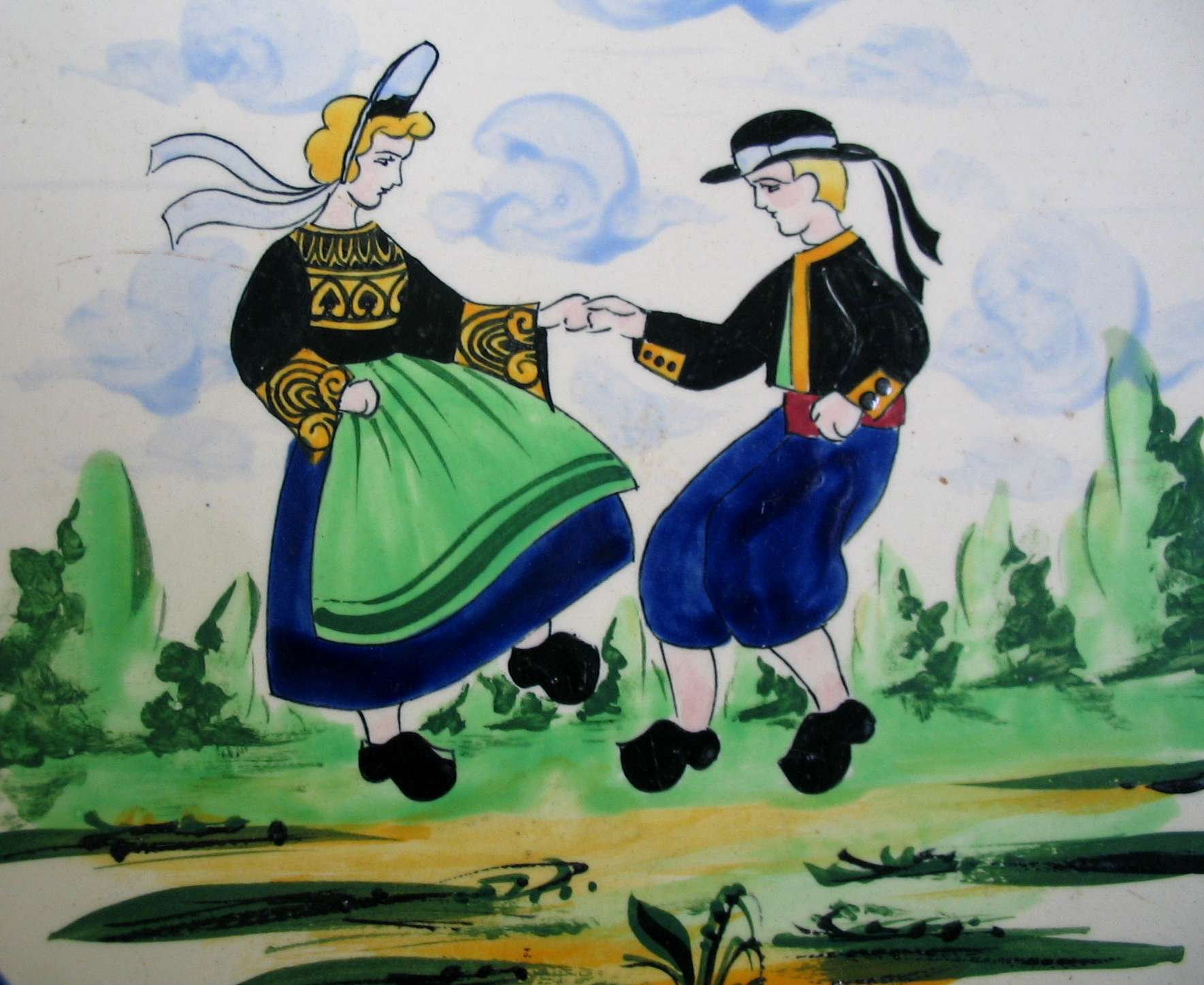
bretons decor
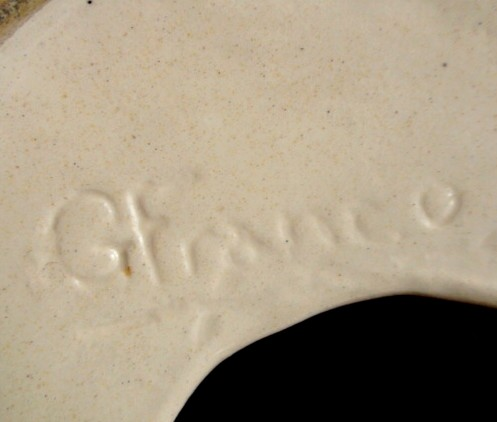
Gil Franco